# Gardenia pyriformis
Gardenia pyriformis là một loài thực vật có hoa trong họ Thiến thảo. Loài này được A.Cunn. ex Benth. mô tả khoa học đầu tiên năm 1867.